# آيفن واتسون (مراسل أمريكي)
آيفن واتسون (بالإنجليزية: Ivan Watson) (مواليد 1975) هو كبير المراسلين الدوليين لشبكة سي أن أن الأمريكية في هونغ كونغ. في وقت سابق من حياته المهنية كان منتجًا لشبكة سي أن أن في روسيا ثم عمل مراسلًا للراديو الوطني العام الأمريكي NPR. غطى واتسون الاضطرابات المدنية في مصر، والحرب الشيشانية الثانية، وأحداث هايتي، والصراعات في غرب إفريقيا، والحرب في العراق، والحرب في أفغانستان.
ولد واتسون عام 1975 في أتلانتا، جورجيا. تخرج من جامعة براون عام 1997 بدرجة البكالوريوس في العلاقات الدولية، وأرسل تقاريره الصحفية من موسكو وللراديو الوطني العام الأمريكي من إسطنبول بتركيا، قبل أن ينضم مجددًا إلى شبكة سي إن إن في عام 2009.
في العام 2000، بعث واتسون بتقاريره للراديو الوطني العام الأمريكي من غرب إفريقيا. ثم غطى أفغانستان منذ العام 2001 ولمدة خمس سنوات وكان يقيم في اسطنبول، تركيا . تم اعتقاله لمدة 30 دقيقة خلال تغطيته لاحتجاج في تركيا.
ينحدر واتسون من خلفية أرثوذكسية روسية  وكان مراسلًا في موسكو لشبكة سي أن أن في التسعينيات. وقد غطى أيضًا الحرب في أوكرانيا.
في العراق، تم تفجير سيارة واتسون المصفحة من طراز بي إم دبليو والتي كان يستقلها بما يعتقد أنها قنبلة لاصقة بينما كانت قوات الأمن العراقية تبعده هو وطاقمه عنها.
كان واتسون من بين أربعة مراسلين من شبكة سي أن أن كانوا قد ظهروا في برنامج تشارلي روز لمناقشة الحرب في سوريا.
من أجل التعافي والراحة من الإرهاق النفسي إثناء تغطية الحروب والدمار، قال واتسون إنه استخدم جلسات علاجية مع موازنة تقاريره بقصص مميزة، على سبيل المثال تقاريره عن الطبيب المليونير في جبال قيرغيزستان والذي يستخدم التنويم المغناطيسي والتقاليد الشامانية لعلاج مدمني الهيروين وكلاب الرعي نوعية كانغال التي توجد في مرتفعات الأناضول التركية.